# 장지은 (방송인)
장지은(1974년 ~ )은 대한민국의 방송인이며, 기업가이다.

## 이력
1997년 CJB 청주방송 아나운서 입사하였으며, 이듬해 1998년 목포MBC 아나운서 이적하였으며, 1년 후 1999년 목포MBC 아나운서 직위를 퇴사하였다. 이후 잠시 뮤지컬배우 활약하기도 하였으며, MBC 리포터 MC로 잠시 활약하였으며, 2000년 당시 프리랜서 아나운서였던 유정현 前 무소속 국회의원과 결혼하였으며, 이듬해 2001년 현대홈쇼핑 쇼핑 호스트 입사하였으며, 1년 후 2002년 현대홈쇼핑 쇼핑호스트 퇴사하며, 본격 프리랜서 선언하였다.

## 주요 경력
- 前 스타베이스 방송아카데미 예하 학과장
- 前 경인여자대학교 영상방송학과 겸임교수
- 前 대구과학대학교 보석감정학과 겸임교수
- 前 부산여자대학교 보석감정학과 겸임교수

## 출연작

### 뮤지컬
- 2000년 《시카고》 ... 리즈 역(단역)

### 영화
- 2006년 《가문의 영광 2 - 가문의 부활》 ... 쇼핑 호스트 역(단역)

### 라디오 프로그램
- 2015년 EBS FM 《EBS 책 읽는 라디오 낭독 시리즈》